# Gillertjärnen (Torps socken, Medelpad)
Gillertjärnen är en sjö i Ånge kommun i Medelpad och ingår i Ljungans huvudavrinningsområde.